# Smím prosit?
Smím prosit? (v původním anglickém originálu:Shall We Dance?) je americká filmová romanticko-psychologická komedie z roku 2004 režiséra Petera Chelsoma s Richardem Gerem, Jennifer Lopezovou a Susan Sarandonovou v hlavní roli. Hlavním tématem snímku je psychologická črta lidí, kteří se amatérsky soustavně věnují společenskému tanci. Snímek je remakem japonského filmu režiséra Masayuki Suo z roku 1996.

## Děj
John Clark (Richard Gere) je úspěšný chikagský právník, majitel prosperující právní firmy. Je šťastně ženatý se svou ženou Beverly (Susan Sarandonová), spolu mají dvě dospělé děti. Johnovi však přesto něco schází, touží po větší lásce. Při cestách z práce domů příměstským vlakem na jedné ze stanic vídává za oknem exoticky vyhlížející dívku (Jennifer Lopez), Paulinu, učitelku tance v místní taneční škole. Jednoho večera se náhle rozhodne onu dívku poznat. Vystoupí na zastávce z vlaku a nechá se zapsat do kurzu společenského tance pro začátečníky. Zde se seznámí s mnoha novými lidmi a mimo jiné zjistí, že se společenskému tanci věnuje i jeho kolega právník Link Peterson (Stanley Tucci) z jeho firmy. Jeho život se tímto krokem velice změní. Tanec jej začne bavit a věnuje se mu stále více a s větším zaujetím.
Doma však tuto věc zatají a nikomu to neřekne. Jeho ženě Beverly je jeho chování velice divné, proto se rozhodne přijít věci na kloub a najme si na tuto věc soukromého detektiva. Celé tajemství vyjde najevo až během taneční soutěže pro začátečníky. John musí své ženě Beverly celou záležitost vysvětlit a poprosit ji za odpuštění, což se nakonec i stane. Beverly se s ním vydá na taneční párty, která se koná na rozloučenou s Paulinou, která odjíždí do Londýna studovat tanec na taneční školu.

## Hrají
- Richard Gere (John Clark)
- Jennifer Lopez (Paulina)
- Susan Sarandon (Beverly Clark)
- Lisa Ann Walter (Bobbie)
- Stanley Tucci (Link Peterson)
- Anita Gillette (Miss Mitzi)
- Bobby Cannavale (Chic)
- Omar Benson Miller (Vern)
- Tamara Hope (Jenna Clark)
- Stark Sands (Evan Clark)
- Richard Jenkins (Devine)
- Nick Cannon (Scott)